# Vlčí Hora
Vlčí Hora (deutsch Wolfsberg) ist ein zur Stadt Krásná Lípa (Schönlinde) gehöriges Dorf im Okres Děčín (Bezirk Tetschen) im Ústecký kraj (Region Aussig/Elbe) in der Tschechischen Republik.

## Geographie

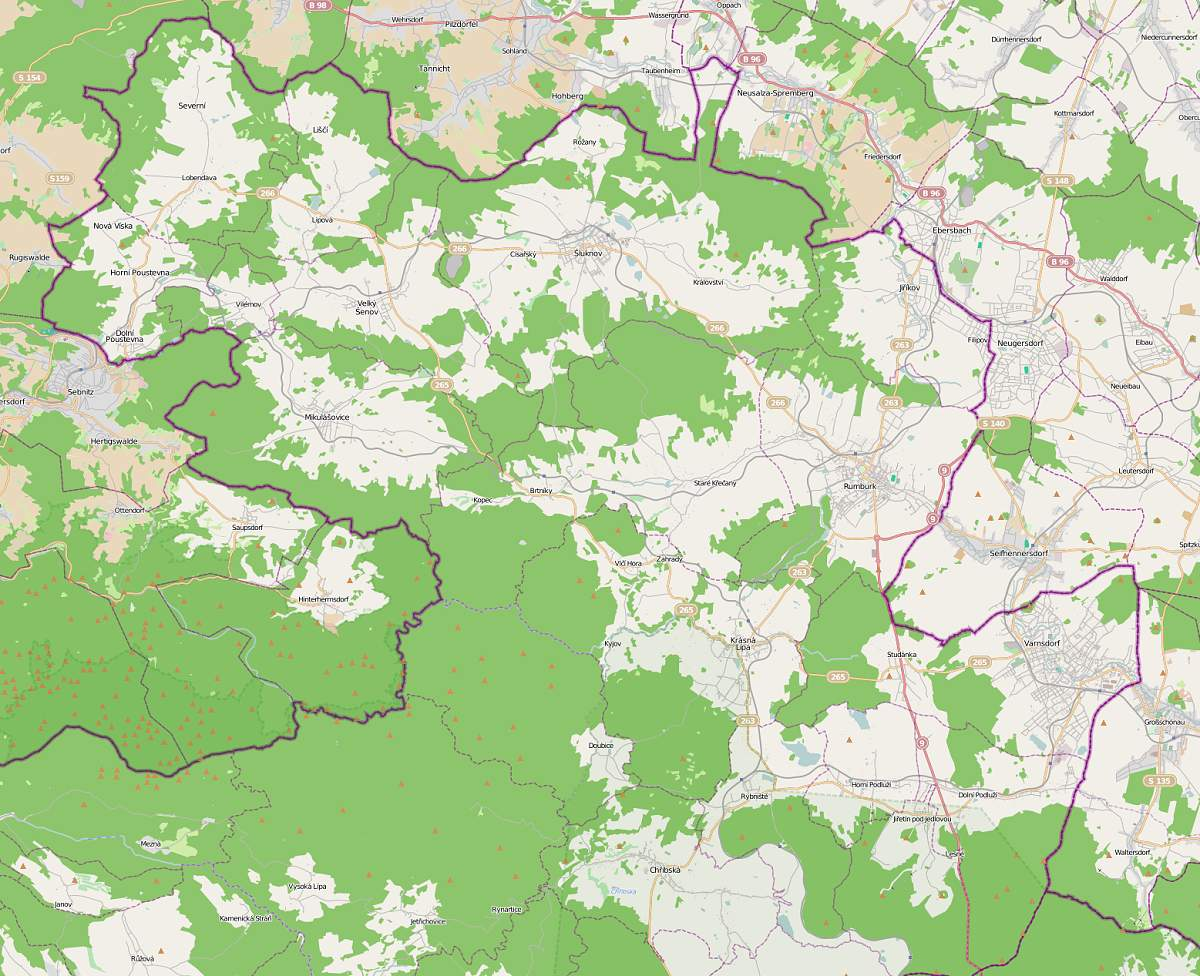
Der Schluckenauer Zipfel: Vlčí Hora liegt etwa in der Mitte des Bildes.

Vlčí Hora liegt rund drei Kilometer nordwestlich von Krásná Lípa nicht weit entfernt von der deutsch-tschechischen Grenze im sogenannten Schluckenauer Zipfel. Deutschland liegt von hier aus gesehen sowohl im Osten, Norden und Westen; die deutschen Orte Sebnitz, Sohland an der Spree und Ebersbach-Neugersdorf liegen jeweils nur rund 10 Kilometer entfernt. Nächster größerer Ort ist Rumburk (Rumburg).
Der Ort selbst liegt in einem Waldgebiet unweit des Nationalparks Böhmische Schweiz. Benannt ist der Ort nach dem gleichnamigen Wolfsberg.

## Geschichte

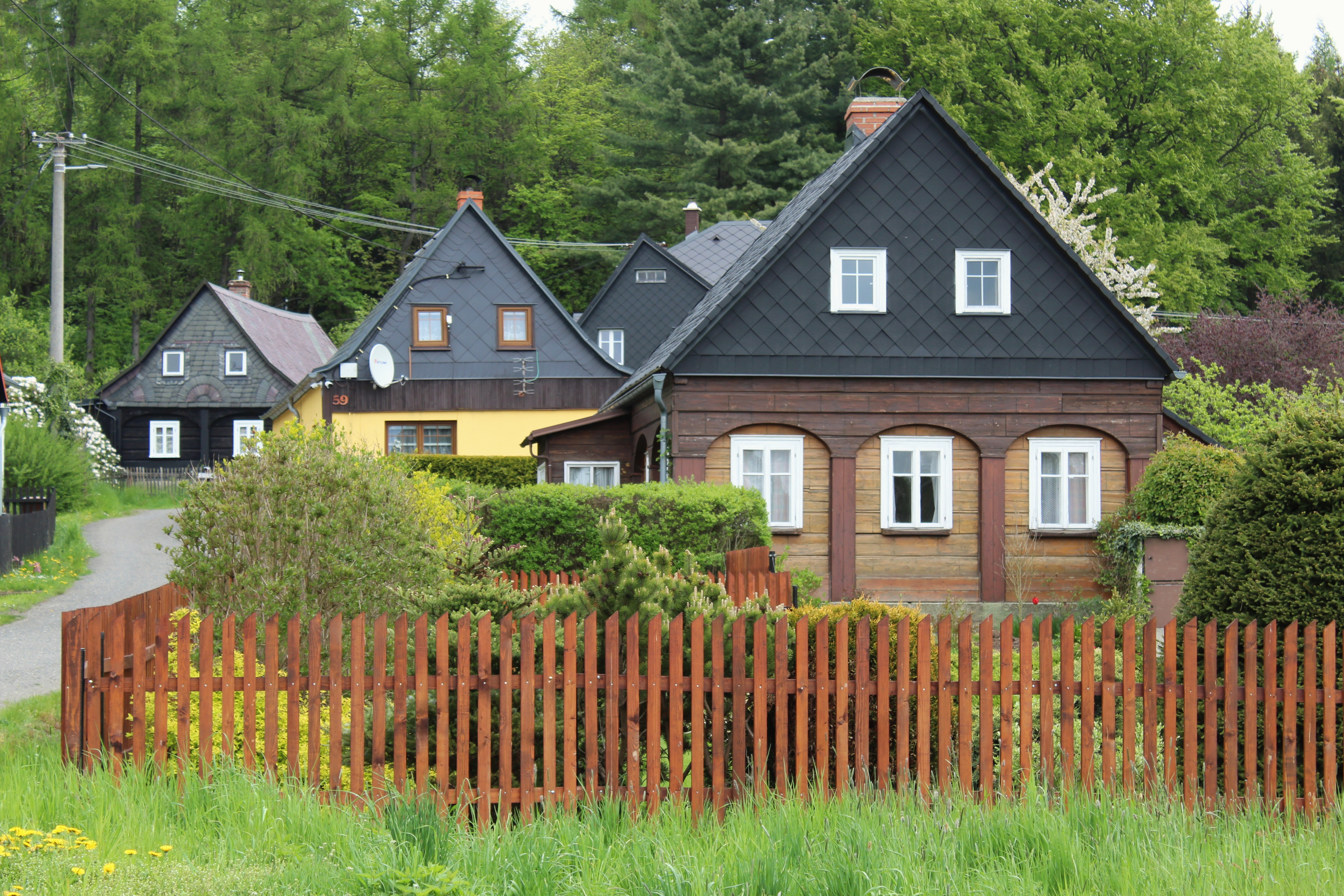
Blick in die Ortslage

Erstmals erwähnt wurde Wolfsberg 1748.
Die Gemarkung umfasst eine Fläche von 9,02 km². Im Ort lebten bei der Volkszählung 2011 110 Einwohner.
| Jahr      | 1869 | 1880 | 1890 | 1900 | 1910 | 1921 | 1930 | 1950 | 1961 | 1970 | 1980 | 1991 | 2001 | 2011 |
| --------- | ---- | ---- | ---- | ---- | ---- | ---- | ---- | ---- | ---- | ---- | ---- | ---- | ---- | ---- |
| Einwohner | 1074 | 990  | 998  | 905  | 808  | 676  | 647  | 204  | 192  | 161  | 110  | 98   | 85   | 110  |

## Persönlichkeiten
- Emil Rösler (1874–1954), Architekt
- Anton Alois Weber (1877–1948), Bischof von Leitmeritz

## Belege
1. 1 2  Historický lexikon obcí České republiky; 1869 - 2005. Tschechische Republik, S. 369f., abgerufen am 29. März 2025 (tschechisch).
2. ↑  Historický lexikon obcí České republiky - 1869 - 2011. 21. Dezember 2015, abgerufen am 29. März 2025 (tschechisch, PDF-Download möglich).